# Montabaur
Montabaur är en stad i Westerwaldkreis i förbundslandet Rheinland-Pfalz, Tyskland. Kommunen har cirka 15 000 invånare.
Kommunen ingår i kommunalförbundet Verbandsgemeinde Montabaur tillsammans med ytterligare 24 kommuner.